# Бројевни систем
Бројевни (бројчани или нумерички) систем је систем симбола и правила њиховог комбиновања за симболичко представљање бројева. Симболи који се користе у датом бројевном систему називају се цифре. Најзаступљенији бројевни системи у модерном добу су декадни, који се користи у свакодневној комуникацији и бинарни бројевни систем, који се користи у рачунарским системима.

## Класификација бројевних система
Бројевни системи се састоје од скупа цифара од које представљају одређене бројеве. Скуп бројева представљених свим цифрама  бројевног система назива се базис. 
На пример, скуп цифара у римском бројевном систему је {\displaystyle \{I,V,X,L,C,D,M\}}, а базис је {\displaystyle \{1,5,10,50,100,500,1000\}}. У декадном бројевном систему скуп цифара је {\displaystyle \{0,1,2,3,4,5,6,7,8,9\}} али је базис бесконачан, јер свака цифра представља различит број у зависности од њене позиције у запису. Број 11 у декадном запису користи две цифре 1, од којих прва означава број десет, а друга број један, а заједно репрезентују број {\displaystyle 10+1=11}.
Према томе, бројевни системи могу бити позициони и непозициони. Код непозиционих бројевних система вредност цифре не зависи од њене позиције у запису броја већ само од њене сопствене вредности. Примери непозиционих система су унарни, египатски, римски, грчки, словенски и други бројевни системи.
Код позиционих бројевних система вредност цифре броја једнака је производу сопствене вредности цифре и вредности позиције у броју на којој се цифра налази. Када је вредност сваке позиције једнака константном умношку вредности позиције са њене десне стране, ради се о систему са фиксном основом. Примери позиционих система са фиксном основом су декадни бројевни систем (са основом 10), бинарни систем (са основом 2), октални систем (са основом 8), и хексадекадни (са основом 16).
Када количник вредности суседних позиција није константан, ради се о систему са променљивом основом. Пример система са променљивом основом је систем за представљање времена.
Основа бројевног система може бити позитивна или негативна. Пример система са негативном основом је негабинарни бројевни систем, чија је основа -2. И цифре бројевног система могу бити позитивне и негативне. Пример система који користи и позитивне и негативне цифре је балансирани тринарни систем, чија је основа 3, а цифре су -1, 0 и 1.
Осим целобројна, основа бројевног система може бити и рационална, реална или имагинарна. Пример система са реалном основом је тзв. финарни бројевни систем, чија је основа (1+√5)/2, а цифре су 0 и 1.

## Непозициони бројевни системи
Неки од најстаријих и најједноставнијих бројевних система су непозициони. У ову групу се убрајају:
- унарни
- египатски
- грчки
- римски
- словенски и др.

### Унарни систем
Унарни бројевни систем је најједноставнији бројевни систем који садржи само једну цифру нпр. 1. У унарном систему број {\displaystyle n} је представљен низом од {\displaystyle n} датих цифара. Дакле, број 5 је представљен са пет цифара 1 написаних узастопно:
```
111111
```

### Египатски систем
Египћани су користили неколико симбола као цифре које репрезентују базис {\displaystyle \{1,10,100,1000,10000,100000\}}. Остали бројеви добијају се понављањем базисних цифара, тако да је жељени број збир вредности свих цифара у запису.
| Z1 |

| Z1 |

| V20 |

| V20 |

| V1 |

| V1 |

| M12 |

| M12 |

| D50 |

| D50 |

| I8 |

| I8 |

Број 4622 би се у овом систему приказао овако:
| M12 | M12 | M12 | M12 |

| V1 · V1 · V1 · V1 · V1 · V1 |

| V20 | V20 | Z1 | Z1 |

| M12 | M12 | M12 | M12 |

| V1 · V1 · V1 · V1 · V1 · V1 |

| V20 | V20 | Z1 | Z1 |

Треба напоменути да при запису броја, није битан распоред цифара, већ само њихова количина.

### Грчки систем
Грчки бројевни систем као цифре користи знакове грчког алфабета. Базис одређен знаковима грчког алфабета је {\displaystyle \{1,2,3,4,5,6,7,8,9,10,20,30,40,50,60,70,80,90,100,200,300,400,500,600,700,800,900\}}. То јест, свакој јединици, десетици и стотини придружена је једна цифра, а цифре у запису се сабирају и тако се добија вриједност репрезентованог броја. За записивање већих бројева постојала су додатно дефинисана правила. Да би се разликовале од обичних слова алфабета, цифрама се додаје одређен дијакритички знак. 
У хеленистичком свету, грчки бројеви су били примарни начин записа бројева, али и данас се користе у Грчкој у ситуацијама када се у већини осталих језика користе римски бројеви.

### Словенски ћирилични систем
Ћирилични бројевни систем је настао по узору на грчки, па сходно томе има скоро идентична правила записа бројева. Осим што су цифре ћириличног система слова старе ћирилице, разлике између ова два система су мале.

### Римски систем
Цифре римског бројевног система су одређена слова латинског алфабета: {\displaystyle \{I,V,X,L,C,D,M\}} која одређују базис {\displaystyle \{1,5,10,50,100,500,1000\}}. У једној варијанти римског система записа бројева, цифре искориштене у запису броја се само сабирају, па је тако број 19 записан са {\displaystyle XVIIII}, док се у чешће кориштеној варијатни, додаје правило одузимања ако се цифра мање вредности нађе испред цифре веће вредности. Тада је број 19 записан са {\displaystyle XIX}. 
Римски бројеви се понекад користе и данас, нпр. за запис година или редних бројева у именима владара и слично.

## Позициони бројевни системи
Позициони бројевни системи су бројевни системи код којих вредност коју представља цифра зависи и од позиције те цифре у запису броја. Генерално базис оваквих бројевних система је бесконачан и њега чини некакав растући низ {\displaystyle \{b_{n}\}_{n=0}^{\infty }} целих бројева (у неки случајевима чак и реалних бројева). Ако овај систем садржи скуп цифара са ознаком {\displaystyle a} за цифру, онда се произвољан цели број {\displaystyle N} у таквом систему записује преко:{\displaystyle N=\sum _{n=0}^{\infty }a_{n}b_{n},\qquad a_{n}\in [0,{\frac {b_{n+1}}{b_{n}}}{\Bigr )}}Овај запис означава да се репрезентовани број {\displaystyle N} добија као збир целобројних умножака бројева из базисног низа {\displaystyle \{b_{n}\}_{n=0}^{\infty }}. Умношци су одређени управо цифрама {\displaystyle a_{n}} које се користе у запису броја. 
Из формуле се види да број потребних цифара за запис броја у датом позиционом систему зависи од количника узастопних елемената базисног низа. То имплицира да је потребан број цифара - симбола за запис било ког целог броја у том систему једнак супремуму количника узастопних чланова базисног низа. Директна последица је да неки базисни низови дефинишу бројевне системе који у принципу изискују бесконачан скуп симбола за запис произвољног броја. Пример тога је систем са факторијелним базисним низом {\displaystyle \{n!\}_{n=1}^{\infty }=\{1!,2!,3!,\dots ,n!,\dots \}}.
Ипак, позициони бројевни системи који се најчешће сусрећу су системи са базисом који изискује коначан скуп цифара. Примери су:
- системи са геометријским базисним низом
- системи са Фибоначијевим базисним низом и др.